# 石黒竜也
石黒 竜也（いしぐろ たつや、1982年9月20日 - ）は、日本の男性キックボクサー。北海道出身。元NJKFウェルター級王者。フリー。LAILAPS東京北星ジムトレーナー。イシグロタツヤのリングネームを使用していたこともある。
左腕に大麻の葉、右腕にラリった赤ん坊のタトゥーを入れ、顔面（左目付近）や首右側にもタトゥーを入れている。

## 来歴
2001年10月8日、ニュージャパンキックボクシング連盟でプロデビュー（不戦勝）。
2004年11月23日、NKBウェルター級王座決定戦で小野寺亮と対戦し、1Rに3度のダウンを奪うKO勝ちを収め王座を獲得した。
2005年5月3日、NJKFウェルター級タイトルマッチで笛吹丈太郎と対戦し、0-3の判定負けで王座から陥落した。2Rには笛吹の左腕に噛みつき減点1が与えられた。
2005年8月28日、初参戦となったR.I.S.E.のメインイベントでTATSUJIと対戦し、3Rにダウンを奪われた上で0-3の判定負けを喫した。
2006年3月17日、Kushima's Fight 12でラウェイ・ウェルター級王者チョー・ニェンとラウェイルールで対戦。パンチでニェンの顔を腫れ上がらせたもののダウンは奪えず、時間切れドローとなった。
2006年5月13日の「MARS World Fighting GP in 幕張」に出場予定であったが、体調不良により欠場となった。
2006年7月2日、NJKFでガオラン・カウイチットと対戦。1R終盤にガオランが右肩を脱臼し、パンチと膝蹴りの連打でKO勝ちを収めた。
2006年8月27日、初参戦となった全日本キックボクシング連盟のメインイベントで金沢久幸と対戦し、0-3の判定負けを喫した。1Rから反則攻撃を繰り出し荒れた展開となり、石黒がタックルで金沢を倒し踏みつけ攻撃を加えたところでレッドカードが提示されたものの、金沢のダメージ回復を待って試合は続行された。2Rには石黒が金沢に頭突き攻撃を加えた後、馬乗りになってマウントパンチを繰り出したところで金沢のセコンドがリングエプロンから石黒にキックを繰り出した。その後、リング上に両陣営が入ったところで、石黒はリングを降り、控室に戻った。結局、石黒の頭突き攻撃と場外逃避に対し、2枚（計3枚）のレッドカードが提示され、金沢のセコンド乱入に対してもレッドカードが提示された。それでも試合は続行されたが、反則攻撃を繰り返す状態であった。
2006年9月8日、2006年9月1日から1年間の出場停止、所属先であった東京北星ジムを破門、NJKFを除名という処分が発表された。
2007年8月19日、和術慧舟會総本部主催「ラウェイ ミャンマーVSジャパン 5対5マッチ」でラウェイ無差別級王者ロン・チョー相手に復帰戦を行なう予定であったが、欠場となった。
2008年11月30日、2年3か月ぶりの復帰戦となったNJKF興行でクンスック・アラビアジムと対戦し、1-1の判定ドロー。東京北星ジムに復帰しトレーニングしていたもののフリーランスとして出場し、試合態度などによりジムおよびNJKFへの正式復帰を査定すると発表された
2009年8月23日、山本喧一プロデュース興行「タイタン・ファイティング・チャンピオンシップ5」に来場し、参戦決定選手として挨拶を行なった。
2010年7月24日、GLADIATOR 8でハン・スーファンと対戦し、右ローキックでKO勝ちを収めた。試合後のリング上でK-1参戦をアピールした。
2010年9月20日、Krush初参戦となったKrush.10で堤大輔と対戦。途中でスタミナ切れを起こし、相手の攻撃を受けたり、自分からクリンチする場面が目立ち、0-3の判定負け。ちなみに、石黒の故意の反則は試合中になく、クリーンな試合内容であった。

## 人物
- 「大麻合法」と印字されたトランクスを穿いて試合をしたことがある[20]。
- ミッフィーのぬいぐるみの耳を思い切り噛んだり[21]、クマのプーさんのぬいぐるみをリング上で踏みつける[22]といったパフォーマンスをしたことがある。
- キックボクサーであるにもかかわらず、「タックルからのパウンド、最後は腕ひしぎを極めちゃいま〜す！」などといったコメントをしたことがある[23]。
- 酒とタバコを好むが、K-1に出場できるのなら止めると2006年3月に出場したラウェイの大会での試合後インタビューで語った[24]。
- 大の下ネタ好きで、試合前インタビューで「本当は試合なんかどうでもいい」と言って卑猥な発言を連発したり[25]、リング上で「彼女にふられたので誰か一発やらせてください」とマイクアピールしたこともある[26]。更に、金沢久幸との試合前に金沢のビデオを見た際に、「なんかオナニー見せられてるようなもんだった」と感想を述べた[27]。

## 戦績
| キックボクシング 戦績 | キックボクシング 戦績 | キックボクシング 戦績 | キックボクシング 戦績 | キックボクシング 戦績 | キックボクシング 戦績 | キックボクシング 戦績 |
| --------------------- | --------------------- | --------------------- | --------------------- | --------------------- | --------------------- | --------------------- |
| 19 試合               | (T)KO                 | 判定                  | その他                | 引き分け              | 無効試合              |                       |
| 11 勝                 | 9                     | 1                     | 1                     | 3                     | 0                     |                       |
| 5 敗                  | 0                     | 5                     | 0                     | 3                     | 0                     |                       |

| 勝敗 | 対戦相手                 | 試合結果                                   | 大会名                                                                         | 開催年月日     |
| ×    | 堤大輔                   | 3R+延長1R終了 判定0-3                      | Krush.10                                                                       | 2010年9月20日  |
| ○    | ハン・スーファン         | 2R 0:22 KO（右ローキック）                 | GLADIATOR 8                                                                    | 2010年7月24日  |
| △    | クンスック・アラビアジム | 3R終了 判定1-1                             | NJKF "START OF NEW LEGEND XIV 〜新しい伝説の始まり〜 Muay Thai Open 6"         | 2008年11月30日 |
| ×    | 金沢久幸                 | 3R終了 判定0-3                             | 全日本キック "S.W.S. 〜Super Weiter Struggle〜"                                | 2006年8月27日  |
| ○    | ガオラン・カウイチット   | 1R 2:33 KO                                 | NJKF "ADVANCE VI 〜前進〜 MUAYTHAI OPEN"                                       | 2006年7月2日   |
| △    | チョー・ニェン           | 5R終了 時間切れ                            | Kushima's Fight 12 【ラウェイルール】                                          | 2006年3月17日  |
| ○    | 飯田誠一                 | 1R 0:47 KO（左膝蹴り）                     | NJKF "INFINITE CHALLENGE X 〜無限の挑戦〜"                                     | 2005年11月20日 |
| ×    | TATSUJI                  | 3R終了 判定0-3                             | R.I.S.E. XVIII                                                                 | 2005年8月28日  |
| ×    | 笛吹丈太郎               | 5R終了 判定0-3                             | NJKF "INFINITE CHALLENGE IV 〜無限の挑戦〜" 【NJKFウェルター級タイトルマッチ】 | 2005年5月3日   |
| △    | スリン                   | 5R終了 判定1-0                             | NJKF "INFINITE CHALLENGE I 〜無限の挑戦〜"                                     | 2005年1月22日  |
| ○    | 小野寺亮                 | 1R 2:47 KO（3ダウン：右ハイキック）        | NJKF "X-DUEL IX 〜終わりなき決戦〜" 【NKBウェルター級王座決定戦】              | 2004年11月23日 |
| ○    | 加藤健                   | 2R 3:07 KO（右ローキック）                 | NJKF "X-DUEL VI 〜終わりなき決戦〜"                                            | 2004年8月8日   |
| ×    | 中村篤史                 | 5R終了 判定0-2                             | NJKF "VORTEX VIII 〜旋風〜"                                                    | 2003年9月21日  |
| ○    | 剣                       | 1R 2:45 KO（膝蹴り）                       | NJKF "VORTEX II 〜旋風〜"                                                      | 2003年3月9日   |
| ○    | 宮原勇輝                 | 1R 0:34 KO（右ハイキック）                 | NJKF                                                                           | 2002年12月22日 |
| ○    | 鈴木雄一                 | 2R終了時 TKO（ドクターストップ：額カット） | NJKF "DREAM RUSH 8"                                                            | 2002年11月3日  |
| ○    | 加藤健                   | 3R終了 判定3-0                             | NJKF "DREAM RUSH 7"                                                            | 2002年9月22日  |
| ○    | 小黒弘樹                 | 2R 1:05 KO                                 | NJKF "DREAM RUSH 3"                                                            | 2002年4月29日  |
| ○    | 加藤健                   | 不戦勝                                     | NJKF "CHALLENGE TO MUAYTHAI 10"                                                | 2001年10月8日  |

## 獲得タイトル
- プロ
  - 第3代NKBウェルター級王座

## 受賞歴
- NJKF 2002年度新人賞
- NJKF 2004年度努力賞[28]